# Jimmy Barrington
James Barrington (15 tháng 11 năm 1901 – sau 1937) là một cầu thủ bóng đá từng thi đấu ở Football League cho Bradford City, Wigan Borough và Nottingham Forest.
Barrington gia nhập Wigan Borough năm 1925, có 71 lần ra sân trong hai mùa giải ở câu lạc bộ trước khi bị giải phóng năm 1927.